# Orophochilus
Orophochilus là chi thực vật có hoa trong họ Acanthaceae.